# Torneo Supercup
Il Torneo Supercup, meglio conosciuto solo come Supercup, è un torneo internazionale di pallacanestro maschile per Nazionali, che si svolge annualmente in Germania dal 1987.
La competizione si svolge con regole FIBA, e deve la sua importanza al fatto che si svolge nella ultima parte della fase di preparazione delle Squadre Nazionali ai grandi eventi della pallacanestro europea e mondiale. Di conseguenza, il Torneo è visto come una ottima occasione per affinare lo stato di forma dei giocatori e mettere a punto gli aggiustamenti tecnici in vista delle competizioni seguenti, che negli anni dispari sono i Campionati Europei, mentre negli anni pari, a turno, Giochi olimpici e Campionati Mondiali.
Nato nel 1987, il suo svolgimento è avvenuto in modo quasi ininterrotto, dato che solo nel 1990 e 1993 il torneo non si è disputato, e ha visto di anno in anno aumentare la sua importanza, tanto che vi hanno preso parte anche Nazionali di altri continenti, come quella del Canada, vincitrice delle edizioni del 1994 e del 2023.

## Sedi di gioco
A differenza dell'altro torneo internazionale più famoso, quello dell'Acropolis, la sede non è mai stata unica, ma ha subito cambiamenti nel corso degli anni:
- Amburgo: 2015, 2017, 2018, 2019, 2022
- Bamberga: 2004, 2007, 2008, 2009, 2010, 2011, 2012, 2014
- Berlino: 1992, 1997, 1999, 2006
- Braunschweig: 2001, 2002, 2003, 2005
- Brema: 1998
- Dortmund: 1987, 1988, 1989, 1991
- Nuova Ulma: 2013, 2016
- Stoccarda: 2000

## Nazionali vincitrici
- 6 vittorie

/Jugoslavia (1987 · 1988 · 1989 · 1991 · 2001 · 2002)
 Germania (2004 · 2012 · 2014 · 2015 · 2019 · 2021)
- 3 vittorie

 Croazia (1995 · 2000 · 2009)
 Francia (1998 · 1999 · 2003)
 Grecia (2005 · 2008 · 2011)
 Italia (1992 · 1997 · 2006)
- 2 vittorie

 Lituania (1996 · 2010)
 Russia (2007 · 2016)
 Serbia (2017 · 2022)
 Canada (1994 · 2023)
- 1 vittoria

 Macedonia del Nord (2013)
 Turchia (2018)

## Collegamenti
- Sito ufficiale della Supercup, su basketball-bund.de. URL consultato il 21 agosto 2011 (archiviato dall'url originale il 18 agosto 2011).